# 花公園
花公園（日语：フラワーパーク），是日本純種競賽馬匹。生涯活躍於短途賽事，曾於1996年稱霸春秋短途賽並獲得最佳短途馬頭銜。

## 出賽前
花公園係1992年出生於北海道平取町高橋啟牧場，並於此地成長。其後被社台集團的馬主吉田勝己購入，交由栗東訓練中心練馬師松元省一訓練。
原定於1994年秋季出賽，但因爲骨折而進入休養。其後重歸訓練時再度骨折，出賽時間延遲一年而成為1995年秋季。

## 競賽生涯

### 4歲（現3歲）
1995年10月29日，花公園出戰新潟競馬場4歲未勝利戰，由村山明策騎，但以第十大敗。其後再次出戰未勝出戰，獲得第一。
12月出賽兩場條件戰，即惠那特別及千種川特別，均以一放到底的姿態獲得第一，因而以三勝的成績結束了4歲生涯。

### 5歲（現4歲）
1996年年初出賽條件戰清石水錦標。本次比賽其並未領放，又於最後直路未能跑出優勢，僅獲季軍。其後再次出戰同一級別的條件戰渦潮錦標，再次一放到底獲得勝利。
3月23日出賽公開賽陽春錦標，雖然跑出全場最快末腳，但未能追上早先已處於先頭的Eishin Washington，以1又1/4馬位獲得第二。
4月28日首次出賽分級賽絲路錦標」，獲得第四人氣。比賽開始後，其處於第二位置追擊領放的Three Course，並於進入最後彎道的時候趁其開始失速以進佔前方位置。進入直路後，一方面緊迫率先衝出的菱曙，另一方面抵擋後方堂山無敵的追擊。最終，於其不斷加速衝刺下，以3/4馬位超越菱曙奪冠。不但成功奪得首個分級賽冠軍，而且以1分7.6秒的衝線時間打破了京都競馬場1200米賽道的紀錄。本次比賽過後，於本場負責策騎的騎師田原成貴成爲主戰騎師，加上練馬師松元省一及馬房助理東郁夫，此陣容基本上與殿堂馬東海帝王的後期生涯如出一轍。
其後出賽本年度剛剛升格爲一級賽、路程縮短至1200米並作爲春季短路王者決定戰的高松宮盃。本次比賽，一貫擅長中長距離賽事的三冠馬成田拜仁驚奇地選擇出戰，因而備受矚目，而花公園則因此落後於菱曙及成田白仁而獲得第三人氣。比賽開始後，其以緊隨領放馬的腳步，以33.1秒的快步速通過頭600米並處於第三的位置。進入直線後，開始加速並成功衝出，於直路上未有任何阻滯之下以2又1/2馬位領先第二的必高快馬率先衝線，成功獲得首個一級賽冠軍。
然而於6月9日出戰一哩王者決定戰安田紀念，以第九大敗，陣營意識到其爲一匹純粹的短途馬而非可以增程至一哩賽事的馬匹。
安田紀念過後，花公園進入夏季放草休養。放草過後出賽秋季首戰CBC賞，最終落後Eishin Washington 3/4馬位獲得亞軍。
12月15日出戰秋季短途王者決定戰短途馬錦標，獲得第一人氣。比賽開始後，老對手Eishin Washington率先領放，花公園則於第二的位置推進。進入最後直路後，處於前方的兩駒仍然繼續衝刺，於直路中段開始纏鬥，最終同時衝過終點線。其後經過漫長的12分鐘審議，照片判定花公園以1厘米的微弱優勢險勝對手，成功奪得第二個一級賽冠軍，而且成爲首匹於稱霸春秋短途賽的賽駒。
年末，由於花公園在高松宮盃升格後便旋即獲得冠軍兼且稱霸春秋短途賽，以176票當選最佳短途馬及以138票當選父內國產馬，但於5歲及以上最佳雌馬評選則以58票之差敗給於年間勝出女皇伊利沙伯二世盃的舞伴。

### 6歲（現5歲）
1997年繼續競賽生涯，但未能延續往年的戰績。3月出戰讀賣盃，再次暴露出不擅長一哩賽事的短板，僅獲第四。其後出戰絲路錦標及高松宮盃，分別獲得第四及第八。
夏季放草過後出戰秋季首戰天鵝錦標，僅獲第六。11月22日出戰CBC賞，於直路上未能表現出良眼的加速度，獲得第四。又於12月出戰短途馬錦標獲得第四過後，陣營宣佈安排退役。

### 詳細賽績
| 日期       | 舉辦國家 | 馬場 | 距離   | 級別 | 賽事名稱   | 負重 | 騎師     | 馬號 | 出馬 | 名次 | 時間   | 頭馬（二馬）          |
| ---------- | -------- | ---- | ------ | ---- | ---------- | ---- | -------- | ---- | ---- | ---- | ------ | --------------------- |
| 29/10/1995 | 日本     | 新潟 | 草1600 |      | 4歲未勝利  | 53   | 村山明   | 13   | 17   | 10   | 1:37.1 | Kyowa Great           |
| 11/11/1995 | 日本     | 新潟 | 草1600 |      | 4歲未勝利  | 53   | 村山明   | 8    | 18   | 1    | 1:38.9 | （Sakura Mi Yoshino） |
| 3/12/1995  | 日本     | 中京 | 草1200 |      | 惠那特別   | 53   | 村山明   | 4    | 16   | 1    | 1:08.8 | （Yakumo Angel）      |
| 24/12/1995 | 日本     | 阪神 | 草1400 |      | 千種川特別 | 52   | 村山明   | 7    | 13   | 1    | 1:21.9 | （Hagino Endeavor）   |
| 20/1/1996  | 日本     | 京都 | 草1600 |      | 石清水錦標 | 54   | 村山明   | 9    | 16   | 3    | 1:35.9 | Mutsuno Idol          |
| 24/2/1996  | 日本     | 阪神 | 草1400 |      | 渦潮錦標   | 54   | 村山明   | 11   | 12   | 1    | 1:21.0 | （Haseno Raijin）     |
| 23/3/1996  | 日本     | 阪神 | 草1200 | OP   | 陽春錦標   | 53   | 村山明   | 6    | 14   | 2    | 1:08.5 | Eishin Washington     |
| 28/4/1996  | 日本     | 京都 | 草1200 | GIII | 絲路錦標   | 54   | 田原成貴 | 8    | 13   | 1    | 1:07.6 | （堂山無敵）          |
| 19/5/1996  | 日本     | 中京 | 草1200 | GI   | 高松宮盃   | 55   | 田原成貴 | 10   | 13   | 1    | 1:07.4 | （必高快馬）          |
| 9/6/1996   | 日本     | 東京 | 草1600 | GI   | 安田記念   | 56   | 田原成貴 | 4    | 17   | 9    | 1:33.8 | 步步雷霆              |
| 23/11/1996 | 日本     | 中京 | 草1200 | GII  | CBC賞      | 57   | 田原成貴 | 1    | 14   | 2    | 1:07.4 | Eishin Washington     |
| 15/12/1996 | 日本     | 中山 | 草1200 | GI   | 短途馬錦標 | 55   | 田原成貴 | 11   | 11   | 1    | 1:08.8 | （Eishin Washington） |
| 2/3/1997   | 日本     | 阪神 | 草1600 | GII  | 讀賣盃     | 57   | 田原成貴 | 11   | 14   | 4    | 1:35.3 | 大隅鉅子              |
| 20/4/1997  | 日本     | 京都 | 草1200 | GIII | 絲路錦標   | 57   | 田原成貴 | 10   | 16   | 4    | 1:07.6 | 榮進柏林              |
| 18/5/1997  | 日本     | 中京 | 草1200 | GI   | 高松宮盃   | 55   | 田原成貴 | 12   | 18   | 8    | 1:08.9 | 新光王                |
| 25/10/1997 | 日本     | 京都 | 草1400 | GII  | 天鵝錦標   | 57   | 田原成貴 | 11   | 16   | 6    | 1:21.3 | 大樹快車              |
| 22/11/1997 | 日本     | 中京 | 草1200 | GII  | CBC賞      | 57   | 田原成貴 | 9    | 15   | 4    | 1:09.0 | Sugino Hayakaze       |
| 24/12/1997 | 日本     | 中山 | 草1200 | GI   | 絲路錦標   | 56   | 田原成貴 | 1    | 16   | 4    | 1:08.8 | 大樹快車              |

## 退役後
退役後，花公園成爲了繁殖雌馬，在北海道白老町白老牧場休養，並於1998年進行配種。首匹子嗣Infiorare於1999年出生。2015年2月8日，萬千里勝出東京新聞盃後，成爲首匹勝出分級賽的花公園子嗣。
2013年產下第九匹子嗣Red Mimosa後由配種馬退役，前往北海道平取町Sugada牧場進行養老生活。
2023年2月18日，因勝利獎券死亡，其以時年31歲成爲現存最長壽的一級賽優勝馬。
2024年4月6日，其因衰老以32歲高齡死亡。

### 主要子嗣

#### 分級賽優勝子嗣
2009年生
- 萬千里（東京新聞盃）

### 詳細繁殖資料
| 數目          | 馬名          | 出生年 | 性別 | 父系     | 練馬師         | 馬主                      | 戰績                                  |
| ------------- | ------------- | ------ | ---- | -------- | -------------- | ------------------------- | ------------------------------------- |
| 第一匹        | Infiorare     | 1999   | 雄   | 東海帝皇 | 栗東・松元省一 | Sunday Racing Co Ltd      | 1戰0冠0亞0季（退役）                  |
|               | （未配種）    |        |      |          | 美浦・小島茂之 |                           |                                       |
| 第二匹        | Firenze       | 2001   | 雄   | 週日寧靜 | 栗東・野中賢二 | Sunday Racing Co Ltd      | 35戰5冠2亞6季（退役）                 |
| 第三匹        | Floral Palace | 2002   | 雌   | 週日寧靜 | 栗東・松元省一 | Sunday Racing Co Ltd      | 10戰1冠2亞0季（退役・繁殖）           |
|               | （死胎）      |        |      | 週日寧靜 |                |                           |                                       |
| 第四匹        | Meika         | 2004   | 雌   | 夜舞     | 栗東・野中賢二 | Sunday Racing Co Ltd      | 22戰2冠0亞2季（退役）                 |
|               | （受胎失敗）  |        |      | 飛霸     |                |                           |                                       |
| 夜舞          | （受胎失敗）  |        |      |          |                |                           |                                       |
| 第五匹        | Paradiso      | 2006   | 雄   | 夜舞     | 栗東・松永幹夫 | Carrot Farm Co Ltd        | 4戰1冠0亞2季（退役）                  |
|               | （流產）      |        |      | 櫻花進王 |                |                           |                                       |
| 第六匹        | Clianthus     | 2008   | 雌   | 利得精選 | 栗東・松永幹夫 | Sunday Racing Co Ltd      | 17戰3冠0亞0季（退役・繁殖）           |
| 第七匹        | 萬千里        | 2009   | 雄   | 大震撼   | 栗東・松永幹夫 | Shadai Racing Co Ltd      | 16戰6冠3亞0季（退役・種馬） 分級賽1勝 |
|               | （受胎失敗）  |        |      | 戰爭標誌 |                |                           |                                       |
| French Deputy | （受胎失敗）  |        |      |          |                |                           |                                       |
| 第八匹        | Flore Parque  | 2011   | 雌   | 荒漠英雄 |                |                           | （未出戰）                            |
|               | （受胎失敗）  |        |      | 拳壇奇蹟 |                |                           |                                       |
| 第九匹        | Red Mimosa    | 2013   | 雌   | 拳壇奇蹟 | 栗東・松永幹夫 | Tokyo Horse Racing Co Ltd | 1戰0冠0亞0季（退役・繁殖）            |

## 血統簡介
父系Nihon Pillow Winner爲日本賽駒，稱霸一哩賽事並曾連霸一哩冠軍賽及贏得安田紀念，整體戰績極佳。祖父Steel Heart爲愛爾蘭賽駒，活躍於短途賽事，曾勝出一級賽中央公園錦標。
母系Northern Flower爲日本馬匹，生涯無出賽紀錄。外祖父北方風味爲加拿大賽駒，於當地有不俗的戰績，退役後被社台集團引進日本作爲配種馬使用，於週日寧靜引入前一度爲日本最成功的種馬，與當時象徵牧場的巴索隆齊名。

### 血統表
| 父線：Sir Gaylord系（Royal Changer系）                              |                                   |               |               |
| 種馬 Nihon Pillow Winner 1980年（深棗色）                           | Steel Heart 1972年（棗色）        | Habitat       | Sir Gaylord   |
| 種馬 Nihon Pillow Winner 1980年（深棗色）                           | Steel Heart 1972年（棗色）        | Habitat       | Little Hut    |
| 種馬 Nihon Pillow Winner 1980年（深棗色）                           | Steel Heart 1972年（棗色）        | A.1.          | Abernant      |
| 種馬 Nihon Pillow Winner 1980年（深棗色）                           | Steel Heart 1972年（棗色）        | A.1.          | Asti Spumante |
| 種馬 Nihon Pillow Winner 1980年（深棗色）                           | Nihon Pillow Evert 1974年（棗色） | China Rock    | Rockefella    |
| 種馬 Nihon Pillow Winner 1980年（深棗色）                           | Nihon Pillow Evert 1974年（棗色） | China Rock    | May Wong      |
| 種馬 Nihon Pillow Winner 1980年（深棗色）                           | Nihon Pillow Evert 1974年（棗色） | Light Flame   | Rising Flame  |
| 種馬 Nihon Pillow Winner 1980年（深棗色）                           | Nihon Pillow Evert 1974年（棗色） | Light Flame   | Green Light   |
| 繁殖雌馬 Northern Flower 1977年（栗色）                             | 北方風味 1971年（栗色）           | 北地舞人      | 新北區        |
| 繁殖雌馬 Northern Flower 1977年（栗色）                             | 北方風味 1971年（栗色）           | 北地舞人      | Natalma       |
| 繁殖雌馬 Northern Flower 1977年（栗色）                             | 北方風味 1971年（栗色）           | Lady Victoria | Victoria Park |
| 繁殖雌馬 Northern Flower 1977年（栗色）                             | 北方風味 1971年（栗色）           | Lady Victoria | Lady Angela   |
| 繁殖雌馬 Northern Flower 1977年（栗色）                             | Fire Flower 1972年（棗色）        | Dike          | Herbager      |
| 繁殖雌馬 Northern Flower 1977年（栗色）                             | Fire Flower 1972年（棗色）        | Dike          | Delta         |
| 繁殖雌馬 Northern Flower 1977年（栗色）                             | Fire Flower 1972年（棗色）        | Pascha        | Saint Crespin |
| 繁殖雌馬 Northern Flower 1977年（栗色）                             | Fire Flower 1972年（棗色）        | Pascha        | Easter Gala   |
| 雌系：號族：1-n                                                     |                                   |               |               |
| 五代內近親交配：Lady Angela 5×4、Hyperion 5×5、Dante+ Sayajirao 5×5 |                                   |               |               |

## 命名由來
名字中，Flower（フラワー）即是花束，繼承自母系Northern Flower的名字，而Park（パーク）就是公園，結合之後的意思即是：「充滿花束的公園」。

## 外部連結
- 花公園 netkeiba.com （页面存档备份，存于）
- 血統表 （页面存档备份，存于）